# Ramularia circaeae
Ramularia circaeae är en svampart som beskrevs av Allesch. 1892. Ramularia circaeae ingår i släktet Ramularia och familjen Mycosphaerellaceae.   Inga underarter finns listade i Catalogue of Life.